# 平棟仲
平 棟仲（たいら の むねなか）は、平安時代中期の貴族・歌人。桓武平氏高棟流、安芸守・平重義の子。官位は従五位上・周防守。

## 経歴
後一条朝初頭に小舎人を務め、寛仁2年（1018年）加冠される。
万寿2年（1025年）4月に棟仲の邸宅が強盗に襲われる。7月には大納言・藤原能信の雑人が小舎人に対して狼藉を働いたことに対して、丹生使蔵人検非違使尉を務めていた棟仲は対処のために検非違使の官人を派遣している。その後、周防守・因幡守を歴任。位階は従五位上に至った。
長暦2年（1039年）並びに長久2年（1041年）に「権大納言師房歌合」に出詠。同家の歌合では講師も務めたという。長暦4年（1040年）には内侍所御神楽に歌人として召されている。和歌六人党の一人であったが、勅撰和歌集への入集は『後拾遺和歌集』の2首のみであった。

## 官歴
- 寛仁2年（1018年） 正月3日：加冠、見小舎人[4]
- 万寿2年（1025年） 4月30日：見蔵人判官[5]。7月11日：見丹生使蔵人検非違使尉[5]
- 時期不詳：周防守[6]。因幡守[7]。従五位上[7]

## 系譜
- 父：平重義
- 母：藤原道隆の娘
- 妻：源正職の娘
  - 女子：平仲子（1037?-1110頃） - 周防内侍
- 生母不明の子女
  - 男子：朝範
  - 男子：忠快